# Museu da Rádio
O Museu da Rádio, possui um raro núcleo documental, composto por monografias e publicações periódicas, especialmente vocacionado para e estudo da evolução histórica dos receptores de rádio. Acolhe, ainda, o espólio das obras provenientes da Emissora Nacional, com alguns guiões do Teatro Radiofónico, e do seu acervo fotográfico.

## História
Inaugurado em 1992, na Rua do Quelhas, 21 - Lisboa,  foi a concretização a um projecto iniciado nos anos 60, no Rádio Clube Português.  O Museu tem por missão dar testemunho do "século" de evolução da radiodifusão sonora na realidade portuguesa. Conta com uma das mais significativas colecções da Europa, composta por milhares de receptores, equipamentos de registo sonoro, de emissão, suportes de gravação e microfones. A exposição estende-se por 20 salas, algumas das quais temáticas. O museu presta também uma homenagem aos 90 anos de radio-amadorismo em Portugal.

## A mudança
Por ocasião do celebração dos 50 anos da RTP em 2007, as novas instalações do edifício da RTP em Lisboa, vão albergar o novo museu da rádio e televisão, que utilizará as novas tecnologias multimédia de modo a recriar os vários ambientes ao longo do tempos.
O museu vai contar também com a primeira viatura portuguesa de reportagens de televisão, que foi integralmente recuperada pela Mercedes-Benz, ao abrigo de um protocolo estabelecido com a RTP.